# Liste von Vulkanen auf den Salomonen
Dies ist eine Liste von Vulkanen auf den Salomonen, die während des Quartärs mindestens einmal aktiv waren.
| Bild | Name             | Insel, Inselgruppe                                  | Provinz     | Vulkantyp         | Letzte Eruption | Höhe [m]  | Geokoordinaten                |
| ---- | ---------------- | --------------------------------------------------- | ----------- | ----------------- | --------------- | --------- | ----------------------------- |
|      | Coleman Seamount | New-Georgia-Archipel, Salomon-Inseln                | Western     | Submariner Vulkan | unbekannt       | unbekannt | 08° 50′ 00″ S, 157° 10′ 00″ O |
|      | Gallego          | Guadalcanal, Salomon-Inseln                         | Guadalcanal | Vulkanfeld        | unbekannt       | 1000      | 09° 21′ 00″ S, 159° 44′ 00″ O |
|      | Kana Keoki       | New-Georgia-Archipel, Salomon-Inseln                | Western     | Submariner Vulkan | unbekannt       | −700      | 08° 45′ 00″ S, 157° 02′ 00″ O |
|      | Kavachi          | New-Georgia-Archipel, Salomon-Inseln                | Western     | Submariner Vulkan | 2007            | −20       | 09° 01′ 00″ S, 157° 57′ 00″ O |
|      |                  | Kolombangara, New-Georgia-Archipel, Salomon-Inseln  | Western     | Schichtvulkan     | unbekannt       | 1770      | 07° 58′ 00″ S, 157° 04′ 00″ O |
|      | Nonda            | Vella Lavella, New-Georgia-Archipel, Salomon-Inseln | Western     | Schichtvulkan     | Pleistozän      | 760       | 07° 40′ 00″ S, 156° 36′ 00″ O |
|      |                  | Savo Island, Salomon-Inseln                         | Central     | Schichtvulkan     | ca. 1847        | 485       | 09° 08′ 00″ S, 159° 49′ 00″ O |
|      |                  | Simbo, New-Georgia-Archipel, Salomon-Inseln         | Western     | Schichtvulkane    | 1910 ± 10 Jahre | 335       | 08° 17′ 30″ S, 156° 31′ 00″ O |
|      | Tinakula         | Tinakula, Santa-Cruz-Inseln                         | Temotu      | Schichtvulkan     | 2010            | 851       | 10° 23′ 00″ S, 165° 48′ 00″ O |
|      | unbenannt        | New-Georgia-Archipel, Salomon-Inseln                | Western     | Submarine Vulkane | unbekannt       | −240      | 08° 55′ 00″ S, 158° 02′ 00″ O |